# Lee Mair
Lee Mair (Aberdeen, 9 december 1980) is een Schotse voetballer (verdediger) die sinds 2009 voor de Schotse eersteklasser St. Mirren FC uitkomt. Voordien speelde hij onder meer voor Dundee FC en Aberdeen FC.